# ويليام دودز
ويليام دودز (بالإنجليزية: William Dodds)‏ (1885 بسندرلاند في المملكة المتحدة - ) هو لاعب كرة قدم بريطاني (وحمل سابقاً جنسية المملكة المتحدة لبريطانيا العظمى وأيرلندا) في مركز الهجوم. لعب مع أولدهام أثلتيك وبورت فايل ونادي لينفيلد.